# United National Independence Party

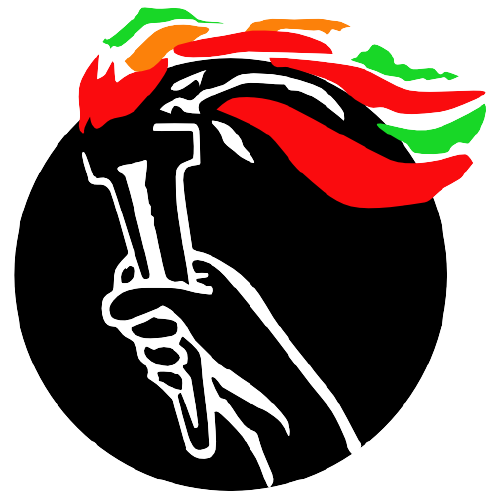
Logo der UNIP

Die United National Independence Party (UNIP) ist die älteste politische Partei Sambias und regierte unter ihrem Vorsitzenden Kenneth Kaunda das Land von der Unabhängigkeit 1964 bis 1991.

## Gründung
Die UNIP entwickelte sich aus dem Northern Rhodesian African National Congress, aus dem sich zunächst der Zambian African National Congress abspaltete, nach dessen Verbot 1959 die UNIP gegründet wurde. Die UNIP und die Unabhängigkeit Sambias sind untrennbar miteinander verbunden wie auch die Namen Kenneth Kaunda, Mainza Chona, Simon Kapwepwe und Sikota Wina.

## Einparteienherrschaft
Die UNIP wurde nach der Unabhängigkeit 1964 gänzlich auf ihren charismatischen Führer Kenneth Kaunda zugeschnitten, was in der Verfassungsänderung vom 25. August 1973 kulminierte, die Sambia zur „Einparteienpartizipationsdemokratie“ machte, eine sambische Wortschöpfung. Die nationale Politik wurde im Zentralkomitee der UNIP formuliert, und die Regierung war mit der Umsetzung von dessen Beschlüssen beschäftigt. Es gab die Ein-Mann-Kandidatur bei Präsidentschaftswahlen und der Parteitag der UNIP bestimmte diesen Mann. Der zweite Mann in Sambia in dieser Zeit war der Generalsekretär der UNIP. Der erste Mann war Kenneth Kaunda, der bis einschließlich 1991 kontinuierlich nominiert und bis dahin jedes Mal mit über 80 Prozent der Ja-Nein-Stimmen bestätigt wurde. Das Ende des Kalten Krieges beendete dies rasch, denn es wurden nicht mehr stabile Regierungen, sondern stabile wirtschaftliche Wachstumsraten verlangt. Die aber konnte die UNIP angesichts sinkender Kupferpreise auf dem Weltmarkt und der lähmenden Monostruktur der sambischen Wirtschaft nie vorweisen.

## Nach dem Kalten Krieg
Mit der Wahl 1991 kam das Ende der UNIP. Sie verlor, geriet politisch schnell an den Rand und manövrierte sich mit dem Boykott der 1996er Wahl vollends ins Aus. Bei der Wahl 2001 konnte Tilyenji Kaunda, Sohn von Kenneth Kaunda, zwar gut zehn Prozent der Stimmen gewinnen und die UNIP in der Nationalversammlung Sambias 13 Mandate erringen, aber seine lang anhaltenden rechtlichen und gelegentlich auch physischen Auseinandersetzungen mit seinem Onkel Francis Nkhoma, der kurzzeitig die UNIP führte, hatten dem Ansehen der UNIP geschadet. Bei den Wahlen in Sambia 2006 trat die UNIP dem Bündnis United Democratic Alliance bei und Tilyenji Kaunda überließ es Hakainde Hichilema von der United Party for National Development, als Präsidentschaftskandidat dieses Bündnisses anzutreten.